# フォー・ユー - ロー・ライフ
「フォー・ユー - ロー・ライフ」（英: For You - Low Life）は、ニュージーランドの男性歌手 マシュー・ヤングの楽曲。
「For You」と「Low Life」の二編からなる構成の楽曲である。
また、このリリースと同時に、2016年にはソニー・ミュージックからデビューアルバムを発売する予定であることを発表した。

## 収録曲
サウンドクラウド
1. 「フォー・ユー - ロー・ライフ」 – 5:32